# Heinz Fassmann
Heinz Fassmann, est un universitaire et homme politique autrichien, membre du Parti populaire autrichien (ÖVP). De 2017 à 2021, il est ministre fédéral de l'Éducation, de la Science et de la Recherche des gouvernements Kurz I puis Kurz II.

## Biographie
Il est président de l'Académie autrichienne des sciences depuis 2022.